# Tokmac Nguen
Tokmac Nguen, né le 20 octobre 1993 à Kakuma au Kenya, est un footballeur international norvégien, qui évolue au poste d'ailier gauche au Djurgårdens IF.

## Biographie

### Jeunesse
Tokmac Nguen naît le 20 octobre 1993 dans le camp de réfugiés de Kakuma au Kenya de parents sud-soudanais. À l'âge de cinq ans, il rejoint la Norvège et la ville de Drammen.

### En club
Tokmac Nguen commence sa carrière au Strømsgodset IF, et dispute son premier match en professionnel le 28 août 2011 face au Fredrikstad FK en championnat de Norvège (match nul 1-1), en remplaçant Muhamed Keita à la 67e minute de jeu,.
Nguen ne dispute ensuite que huit matchs pour le Strømsgodset IF jusqu'à son prêt au Bærum SK en deuxième division norvégienne le 6 août 2014. Pour son premier match avec son nouveau club le 10 août en championnat sur la pelouse de l'IL Hødd (victoire 0-4), il inscrit son premier but en professionnel alors qu'il ne rentre en jeu qu'à dix minutes du terme. Le Bærum SK dispute les play-offs de promotion/relégation en Eliteserien, mais est éliminé en demi-finales par le Mjøndalen IF, futur vainqueur de ces barrages. Nguen dispute finalement 13 matchs pour deux buts marqués.
De retour au Strømsgodset IF, il ne parvient toujours pas à se faire une place de titulaire. Le 11 août 2015, il est prêté au Mjøndalen IF, où il n'arrive pas non plus à être titularisé dans un contexte compliqué puisque le club est relégué en fin de saison. Tokmac Nguen dispute six matchs et inscrit tout de même deux buts avec Mjøndalen.
Pour la saison 2015 avec Strømsgodset, Nguen devient un titulaire en première partie de saison avant de ne plus jouer à partir du mois de juillet. Il joue un rôle de titulaire lors de la saison suivante où son club échoue à un point du podium et des places européennes, en perdant lors de la dernière journée alors que le 3e, le Sarpsborg 08, ne fait que match nul. En 2018, Nguen ne manque que deux matchs de championnat lors d'une saison compliquée qui voit son club se maintenir pour un point.
Le 1er février 2019, il s'engage en faveur du Ferencváros TC, leader du championnat de Hongrie, pour sa première expérience hors de Norvège. Il dispute son premier match le 9 février face à Újpest (match nul 1-1) en championnat, en remplaçant Roland Varga, buteur, à la 76e minute. Il inscrit son premier but sous ses nouvelles couleurs le 23 février face à la Puskás Akadémia (4-0). Lors de ses six premiers mois au club, Nguen s'est imposé comme titulaire avec notamment 4 buts inscrits, et le Ferencváros TC est sacré champion de Hongrie après trois ans d'attente, avec 13 points d'avance sur son dauphin.
Le 10 juillet 2019, il dispute son premier match européen au 1er tour de qualification à la C1 face au Ludogorets Razgrad, et inscrit un but et une passe décisive (victoire 2-1). Au retour, il inscrit aussi un but lors de la victoire 2-3. Le Ferencváros TC est finalement reversé en C3, et se qualifie en phase de poules. Il dispute les six matchs de poules, mais le Fradi termine à la 3e place et est éliminé. En juin 2020, il est averti par la fédération hongroise de football pour avoir célébrer un but face à la Puskás Akadémia en affichant sur son maillot de corps un message condamnant le meurtre de George Floyd. Ferencváros est à nouveau sacré champion à l'issue de la saison ; Tokmac Nguen y inscrit huit buts et délivre autant de passes décisives.

### En sélection
En septembre 2019, il est sélectionné en équipe du Soudan du Sud, pays d'origine de ses parents, mais décline la proposition, préférant attendre une convocation pour évoluer avec la Norvège.
En mars 2021, il est sélectionné pour la première fois en équipe de Norvège par Ståle Solbakken. Le 24 mars 2021, il dispute son premier match contre Gibraltar. Cette victoire 0-3 rentre dans le cadre des éliminatoires du mondial 2022.

## Palmarès
| Strømsgodset IF - Championnat de Norvège (1) : - Championnat : 2013. |  | Ferencváros TC - Championnat de Hongrie (3) : - Champion : 2018-19, 2019-20 et 2020-21. |